# Listă de companii din Coreea de Sud
Aceasta este o listă de companii din Coreea.

## A
- Able Cosmetic
- Aju Group
- Asiana Airlines

## B
- Bubang Techron Co.
- BYC Co.

## C
- Cass (bere)
- CJ Corporation
- Cowon
- Cuckoo Electronics
- Cyworld

## D
- Daelim
- Daewoo
- Daum Communications
- Dongkuk Steel
- Doosan

## E
- eMachines
- Empas
- Energizer Korea
- Eugene Group

## G
- Gamepark
- GS Group

## H
- Hana Financial Group
- Hanaro Telecom
- Hanwha
- Hanjin
- Hankook Ilbo
- Hankook Tires
- Hansung Airlines
- Helio
- Hite
- Hyosung
- Hyosung Motors & Machinery Inc.
- Hynix Semiconductor
- Hyundai Corporation
- Hyundai Group
- Hyundai Electronics
- Hyundai Motor Company

## I
- Iriver

## J
- Jeju Air
- Jinro

## K
- Korean Broadcasting System
- Kookmin Bank
- Kia Motors
- Kiup Bank
- Korea Exchange Bank
- Korea Thrunet Co., Ltd.
- Korean Air
- Kumho Tires
- Keungil

## L
- LG Electronics
- LG Group
- LG.Philips LCD
- Lotte Group
- Lotte Chilsung

## M
- Munhwa Broadcasting Corporation
- Mpio
- Megavision

## N
- Namhae Chemical Corporation
- NCSoft
- NHN Corporation
- Nexen Tire Corp.
- Nong Shim

## O
- On-Media
- Oriental Brewery
- Orion Group

## P
- Pantech Curitel
- POSCO
- Pusan Bank
- Proto Motors

## R
- ReignCom
- Renault Samsung Motors

## S
- S-LCD
- Shinsegae Group
- SK Group
- SK Telecom
- SK Teletech
- Samsung Group
- Shinhan Bank
- Softnyx
- Ssangyong Motor Company

## T
- TG Sambo
- Tata Daewoo Commercial Vehicle

## Y
- Yuhan